# Pila impolarizable
Cuando se coloca un electrodo de un metal determinado en una solución de una de sus sales, es impolarizante, de tal modo que, si se sumerge cada uno de los electrodos de metales diferentes en la solución salina que le corresponde, se obtiene una pila impolarizable.

## Pila Daniell
La pila impolarizable más conocida es la pila Daniell, en la cual el polo negativo, constituido por Zinc, está sumergido en una solución de sulfato de Zinc y el positivo, de cobre, en una solución de sulfato de cobre. Un tabique poroso permite el paso de la corriente y evita que se mezclen las soluciones. Durante el funcionamiento de la pila se electrolizan ambas soluciones; los iones SO4 se dirigen hacia el zinc y producen sulfato de cinc al encontrarse. Ninguno de los electrodos se modifica por la formación de gases, pero la disolución del cinc hace que se enriquezca la solución de sulfato de zinc y el cobre que se deposita empobrece la solución en sulfato de cobre. Estos fenómenos no ejercen ninguna influencia en el voltaje inducido de la pila, que permanece constante e igual a 1,1 voltios.
El voltaje inducido puede alcanzar 1,36 voltio si se utiliza el circuito de cinc, potasa (hidróxido de potasio) y óxido de mercurio (pila Aron) y, cuando se sustituye la potasa por el cincato de potasio, se obtiene una pila (pila Ruben) frecuentemente empleada durante la Segunda Guerra Mundial por conservarse muy bien. Se usaron también con fines militares las pilas de magnesio, que se fabrican al sustituir por este metal el cinc de las anteriormente descritas, pero que sólo sirven una vez porque el magnesio es atacado por el electrólito y éste se debe verter en el momento mismo del empleo.
Cabe asimismo señalar que actualmente se intenta obtener pilas que utilicen metales alcalinos (sodio o potasio) para aprovechar la gran energía química de los compuestos de estos metales con los halógenos (cloro, bromo, yodo).

## Pila Weston
Otra pila impolarizable es la pila de Weston, constituida por un polo positivo de mercurio, en contacto con una solución saturada de sulfato mercurioso, y por un polo negativo de cadmio, en contacto con una solución de sulfato de cadmio, que tiene una f.e.m. tan constante que ha hecho que se escoja como pila patrón. El valor de la f.e.m., a 20 °C, es de 1,0183 voltio y, de modo semejante a lo que se hizo para el amperio internacional, se ha definido el voltio internacional como la 0.982028872 parte de la f.e.m., a 20 °C, de una pila de Weston.